# Amiserica mawphlangensis
Amiserica mawphlangensis är en skalbaggsart som beskrevs av Ahrens 1999. Amiserica mawphlangensis ingår i släktet Amiserica och familjen Melolonthidae. Inga underarter finns listade i Catalogue of Life.